# Giovanni Battista della Pietra
Giovanni Battista della Pietra SI (ur. 17 października 1871 w Cornegliano Laudense, zm. 26 sierpnia 1940) – włoski duchowny rzymskokatolicki, jezuita, arcybiskup, dyplomata papieski, delegat apostolski w Albanii.

## Biografia
18 września 1904 otrzymał święcenia prezbiteriatu i został kapłanem Towarzystwa Chrystusowego.
3 marca 1927 papież Pius XI mianował go delegatem apostolskim w Albanii oraz arcybiskupem tytularnym chalcedońskim. 19 marca 1927 przyjął sakrę biskupią z rąk prefekta Świętej Kongregacji Rozkrzewiania Wiary kard. Willema Marinusa van Rossuma CSsR. Współkonsekratorami byli sekretarz Świętej Kongregacji Rozkrzewiania Wiary abp Sebastião Leite de Vasconcellos oraz prefekt Papieskiej Komisji ds. Rosji bp Michel-Joseph Bourguignon d’Herbigny SI.
Urząd delegata apostolskiego w Albanii pełnił do 1936. Na tym stanowisku m.in. udzielił sakry biskupiej późniejszemu błogosławionemu Wincentemu Prennushiemu.